# Xylocampa pediculata
Xylocampa pediculata là một loài bướm đêm trong họ Noctuidae.